# Thaiderces vulgaris
Thaiderces vulgaris is een spinnensoort uit de familie Psilodercidae. De soort komt voor in Thailand.